# Llengües pano
Les llengües pano són una família de llengües de la Selva amazònica formada per una trentena de llengües de les quals actualment sobreviuen menys d'una vintena, part de les llengües pano-tacanes. Totes aquestes llengües es parlen entre les conques del riu Ucayali i el riu Madre de Dios.
Les dues llengües més importants d'aquesta família són el shipibo-Konibo (amb uns 8.000 parlants) i el matsés-mayoruna (amb uns 2.000 parlants).

## Context
La família lingüística pano és reconeguda com a tal d'ençà el segle XVII; doncs les cròniques franciscanes al·ludeixen a la gran nació pano a la qual pertanyen els shipibo, els kashibos, i els panobo pròpiament dits. El 1890, Raoul de la Grasserie va inaugurar el terme pano per a partions filològiques de la conca del Riu Ucayali. Es pot afirmar amb certesa que llengües de la família pano es parlen almenys en tres països sud-americans: Brasil, Perú i Bolívia. Una característica morfològica interessant d'aquesta família és el seu consistent sistema pronominal (ea, min, na, formes absolutives de 'jo, tu, ell')

## Classificació
La classificació de les llengües pano és un tema que la lingüística teòrica no ha esgotat. És més, només existeixen esbossos d'aproximació i no hi ha estudis comparatius més o menys complets i fiables que adonin del seu arbre filogenètic. Per exemple es reconeixen clarament tres grups, que es llisten a continuació especificant el nombre aproximat de parlants (el 1999) i els països on es parlen:
- Grup Yaminawa (9 llengües)
  - Yaminawa (500; Perú, Brasil)
  - Amawaca (200, Perú)
  - Cashinawa /Honikoin (500; Perú, Brasil)
  - Sharanawa /Shanindawa /Chandinawa /Inonawa /Marinawa (300; Perú)
  - Yawanawa (200; Perú)
  - Chitonawa (35; Perú)
  - Yoranawa /Nawa /Parquenawa (200; Perú)
  - Moronawa (300; Brasil)
  - Mastanawa (100; Perú)
- Grup Chacobo (6 llengües)
  - Chacobo (400; Bolívia)
  - katukina /Camannawa /Waninnawa (300; Brasil)
  - Arazaire (†; Perú)
  - Atsawaca (†; Perú)
  - Yamiaka (†; Perú)
  - Pacawara (12; Bolívia)
- Grup Capanawa (7 llengües)
  - Capanawa /Pahenbakebo (400; Perú)
  - Shipibo /Conibo /Xetebo (400; Perú)
  - Marubo (400; Brasil)
  - Isconawa (30; Perú)
  - Waripano /Panobo /Pano (†; Perú)
  - Remo (†; Brasil)
  - Canamarí /Taverí /Matoinahã (†; Bolívia)
- Altres vuit llengües pano no han pogut ser convenientment classificades en aquests tres grups anteriors:
  - Matsés /Mayoruna (2000; Perú, Brasil)
  - Cashibo /Cacataibo /Comabo (100; Perú)
  - Kaxariri (100; Brasil)
  - Karipuná (†; Brasil)
  - Kulino (†; Brasil)
  - Nokamán (†; Brasil)
  - Poyanawa (†; Brasil)
  - Tutxinawa (†; Brasil)

Més recentment s'han proposat altres classificacions que corregeixen aquesta classificació anterior, usant tècniques cladísticas més precises.
Un altre problema clàssic és la discussió de si les llengües de la família tacana estan o no emparentades amb la família pano. Com se sap, la família tacana és un conjunt de llengües que es parlen en el departament de Mare de Déu i als territoris bolivians contigus, una de les llengües de la qual és l'aquest-eja. Alguns lingüistes, com Eugene I. Loos, proposen que no hi ha garantia de parentiu entre el pano i el tacana; mentrestant, uns altres consideren indiscutible parlar del pano-tacana.

### Noms de les llengües i pobles pano
Les llengües de la família pano reben els seus noms dels pobles que les parlen. En general, el nom del poble és un substantiu i un sufix. El substantiu al·ludeix a l'animal totémico del poble.
Així, la paraula pano significa ‘armadillo’ i -bo el sufix de plural. D'aquesta manera, panobo significa ‘[el poble dels] armadillos'. Igualment, els shipibo són ‘[el poble dels] micos'; els cashibo ‘[el poble dels] ratapinyades', els sharabo ‘[el poble de les] abelles'; els chacobo ‘els de el Chaco’.
Altres vegades s'usa el sufix –nahua o -nawa, que significa 'gent'.
Amb aquesta regla és possible compondre noms de pobles com sharanahua (shara, que significa 'abella'),cashinahua, isconahua (isco, que significa 'oropéndola') i uns altres similars.
Aquest detall ajuda a entendre parcialment la nomenclatura d'aquests pobles.
Una diferència notable en l'ús dels sufixos -nawa i -bo, és que el primer s'empra per al·ludir particularment als estrangers. Si vostè, que està llegint aquest article, arriba a una comunitat shipibo de l'alt Ucayali, serà pres per Nawa, emprat com a substantiu en una connotació no necessàriament negativa. D'aquesta manera, -nawa és un classificador exclusor. En rigor, els sharanahua són els 'homes abella que no som nosaltres'; mentre que el plural -bo pot usar-se indistintament per a les nocions d'inclusió o neutralitat ètnica. Ara es pot entendre per què es parla dels 'cashibo' i els 'cashinahua'; que, per descomptat, no tenen llengües comunes; doncs els primers corresponen a l'anomenat pano occidental, i els segons, a l'oriental, segons la classificació de Guido Pilars (vegeu més a baix la llista de llengües pano del Perú).

### Distribució del pano peruà
La següent llista de llengües actualment existents en el Perú ha estat depurada per Guido Pilars del Ministeri d'Educació peruà, les xifres inclouen el nombre de persones de cada ètnia (no tots els quals serien parlants fonts):
- Llengua amahuaca (700), situats en els rius Sepahua, Curiuja, Alt Ucayali, Inuya, Purús, Mishagua.
- Llengua capanahua (500), situats en els rius Tapiche-Buncuya.
- Llengua cashibo /Cacataibo (2.500), situats en els rius Aguaytía i Sant Alejandro.
- Llengua cashinahua (1.200): situats en els rius Curanja i Purús.
- Llengua isconahua (200), situats en: districte de Callaria, població dispersa.
- Llengua matsés (800), situats en: districte de Yaquerana, Loreto.
- Llengua morunahua (150), situats en: capçaleres del riu Embín.
- Llengua sharanahua (600), situats en: riu Alt Purús.
- Llengua shipibo-conibo (28.000), situats en el curs mitjà del riu Ucayali, i la ciutat de Pucallpa.
- Llengua yaminauha (1.100), situats en els rius Huacapishtea i Mayupa.
- Llengua mayo pisabo (100), situats en els rius Tapiche i Blanco.

### Classificació d'Ethnologue
Grimes i Grimes proposa la següent classificació per a les llengües pano:
- Pano oriental: kaxararí (Brasil)
- Pano nor-central: atsawaka (Perú, †), Kapanawa (Perú)
- Iskonawa (Perú) marubu (Brasil) Remo (Perú-Brasil, †) Sensi (Perú, †) Shipibo-Conibo (Perú)
- Pano del nord: matsés (Perú, Brasil), Pisabo (Perú)
- Pano sud-central: amawaka (Perú, Brasil)
- Yora Yora (Perú)
- Pano sud-oriental: kashinawa (Perú, Brasil), katukina, panoano (Brasil), morunawa (Perú)
- Pano meridional: chacobo (Bolívia), karipuná (Brasil), pakanawa (Bolívia), shinabo (Bolívia, †)
- Pano Occidental: kashibo-kakataibo (Perú) nokomán (Perú, †)
- Sense classificació: nukuini (Brasil, extinta?), sharanahua, poyanawa (Brasil), sharanawa (Perú), tuxunawa (Brasil), xipinawa (Brasil), yaminawa (Perú, Brasil, Bolívia) yamanawa (Brasil) panobo o wariapano (Perú, †)

## Descripció lingüística

### Fonologia
El treball comparatiu sobre les llengües pano ha portat al següent inventari reconstruït pel proto-pano:
|              | labial | apico-alveolar | alveo-palatal | apico-palatal | vetllar | glotal |
| ------------ | ------ | -------------- | ------------- | ------------- | ------- | ------ |
| oclusiva     | p      | t              |               |               | k       | ʔ      |
| africada     |        | ʦ              | ʧ             |               |         |        |
| fricativa    |        | s              | ʃ             | ʂ             |         | h      |
| continuante  | β      | ɾ              |               |               |         |        |
| nasal simple | m      | n              |               |               |         |        |
| semivocal    | w      |                | j             |               |         |        |

D'aquests 16 fonemes consonàntics, les oclusivas i les africades tenen reflexos consistents en la majoria de llengües pano. Les glotales /ʔ,h/ s'han perdut en la majoria de les llengües, encara que les dues segueixen existint en amawaca, chacobo, capanawa i pacanawa. El shipibo, el yawanawa i el waripano retenen només /h/, mentre el camannawa reté només /ʔ/. Les nasals sovint tenen com a al·lòfons oclusivas sonores, /m/ > [m, b] i /n/ > [n, d].
Quant al sistema vocàlic es postula un sistema de quatre vocals:
|          | anterior | central | posterior |
| -------- | -------- | ------- | --------- |
| tancades | i        |         | ɨ, o      |
| obertes  |          | a       |           |

Totes aquestes vocals han estat retingudes amb un alt grau de consistència. Algunes llengües tenen més vocals que aquestes: El Matsés ha desenvolupat una vocal /ə/ (transcrita i) i en Cashibo la seqüència ai > [i] i la seqüència aw > [ɔ].

### Gramàtica
Les llengües pano són aglutinants, exclusivament sufijantes i usen postposiciones. L'ordre bàsic no marcat és SOV. El nombre de sufixos verbals pot excedir els 130, molts d'aquests sufixos es poden concatenar sobre una única arrel verbal. Quant a l'alineament morfosintàctic les llengües pano exhibeixen ergatividad escindida.
El sintagma nominal pot consistir en un nucli i una sèrie de modificadors, que no inclouen cap tipus d'article ni definit ni indefinit. L'ordre típic d'aquests modificadors és:
Quantificador - Possessiu - Adjectiu - Nom (Nucli) - Adjectiu - Numeral
El següent exemple del capanawa il·lustra el orde anterior:
(1) hawɨn ʂɨbon caʔtɨ pono romiʃin
aquest fulla.palmell enrere vena petit
'les petites enervaciones de la part de darrere de les fulles de palmell'
Alguns adjectius van sempre postpuestos al nom, uns altres sempre anteposats i uns pocs poden anar darrere o davant del nom, existint una diferència de significat:
(2a) hoa paʃini (lit. flor vermell) 'la flor vermella'
(2b) paʃĩ hoa (lit. vermell flor) 'una flor que és vermella'

### Comparació lèxica
Els numerals de l'1 al 4 són:
| GLOSSA | Subgrup A | Subgrup A | Subgrup A     | Subgrup B       | Subgrup B | Subgrup C | No-classificades | No-classificades | Proto-pano             |
| GLOSSA | Shipibo   | Panobo    | Marubo        | Cashinawa       | Amahuaca  | Chacobo   | Matsés           | Karipuná         | Proto-pano             |
| ------ | --------- | --------- | ------------- | --------------- | --------- | --------- | ---------------- | ---------------- | ---------------------- |
| '1'    | westíʊra  | hawícho   | wəstí-štapazü | bestichai       | wistéra   | vuístita  | patxi            | pazü             | *wisti(ora)            |
| '2'    | rabí      | dawuó     | dabui         | dabé            | rábuê     | dávita    | dabui            | taboe            | *rawoi                 |
| '3'    | (kimisha) | muken     | muken         | dabé inun besti |           | tereša    | macadilatan-tai  | muken            | *mokin(?)/*rawoi+wisti |
| '4'    | (chosko)  |           |               | dabé inun dabé  |           |           | dararim-pa       |                  | *rawoi+ *rawoi         |
Els termes entre parèntesis són préstecs del quechua.